# Asspera
Asspera est un groupe argentin de heavy metal, originaire de Buenos Aires. Il se définit comme « le premier et plus important groupe de metal bizarre, composé par des musiciens de renom issus de la scène metal nationale qui préfèrent cacher leur identité derrière des masques et des pseudonymes. »
Leur style musical est varié, fluctuant entre heavy metal et hard rock, couplé à des paroles humoristiques racontant des anecdotes entre scatologie, extravagant, incohérent et messages de protestation contre la société argentine, les gouvernements et la misère humaine. Depuis ses débuts en l'an 2000, le groupe compte quatre albums studio et deux EP. 

## Biographie

### Débuts (2006-2009)
Sur leur site officiel, ils déclarent que la formation originale est initialement composée de Roberta « Beta » Carla à la basse, Rodrigo Santamaría (Richar Asspero) au chant, Julián Barrett (Rockardo Asspero) à la guitare, et Kiko Proxen à la batterie ; jusqu'à l'arrivée de « 3.14 J » et Gerónimo Pastore (Mario Lauro Santillán) à la basse et batterie respectivement, publiant un premier album, intitulé Bizarra actitud de seguir con vida en 2006, et de jouer pour la première fois sur scène le 8 août 2008,. Cependant, d'après leurs plus anciens adeptes, le groupe a vu défiler plusieurs musiciens jusqu'à la consolidation de la formation classique et ses débuts en live considérés comme prématurés, comme ce fut le cas en 2007 dans le cadre des Heavy Metal Radio Awards à l'Hôtel Bauen.
Lur premier grand concert s'effectue au 8-8-8 du Teatrito, devant 500 personnes ; c'est à cette date qu'ils présentent l'intégralité de leur premier album aux côtés de strip-teaseuses et musiciens invités, une coutume qu'ils répéteront des années plus tard. En décembre la même année, ils participent au Super Rock.

### Hijo de puta(2010-2011)
Après quatre ans, ils sortent leur deuxième album, Hijo de puta, en indépendant, mais distribué par le label Don't Pay Music. Il marque une maturité musicale, mise en évidence dans un son plus travaillé, plus proche du speed metal que du groove metal, genre utilisé dans leur premier album, et un changement des thèmes lyriques abordant de critiques sociales au détriment d'anecdotes humoristiques. L'album est un succès et comprend des classiques tels que Hijo de puta, Gambeta, Ni la pija te queda hermano et Berrinche y cuenta nueva. Un clip est tourné pour la reprise El Hijo de Cuca, à l'origine de Pocho la Pantera.
La présentation de l'album s'effectue le 10 octobre 2010 au Teatro de Colegiales devant 1 000 personnes. À cette date, le batteur Nicogollo Muñón (Nicolás Polo) fait ses débuts, remplaçant Mario Lauro qui était absent pour des raisons non révélées. En dépit de l'euphorie post-spectacle, quelques jours après le concert, le 16 octobre, Gerónimo Pastore (membre du groupe Cirse) meurt d'un cancer. Cet événement affecte profondément les autres membres du groupe, qui entretiennent une forte amitié avec le batteur, mais qui, loin de se séparer, décident de lui rendre hommage en continuant et en publiant un troisième album, intitulé Pija.
Pija, dont le titre signifie en patois argentin « pénis », est publié en septembre 2011 ; il et à l'origine conçu comme album studio, mais ensuite publié sous format EP quatre pistes, composé des chansons Pija, Directo al Tacho, Me voy a hacer pipi (reprise d'une chanson pour enfants de Flavia Palmiero) et Pogo al corazón, une chanson spécialement dédiée à la mémoire de leur ami décédé. Ces deux dernières chansons sont clippés.
L'EP est présenté le 12 décembre 2011 au Teatro de Colegiales devant près de 2 000 personnes.

### Suites (depuis 2012)
Au début de l'année 2012, le groupe annonce l'enregistrement de son quatrième album, Viaje al centro de la verga, qui continue dans la lignée de Pija. L'album est publié en octobre la même année, démontrant un son encore plus brutal que l'album précédent, avec quelques chansons lentes, démolissant des riffs et avec des paroles qui dévient encore plus que dans Hijos de puta en matière humoristique. L'album est présenté le 12 janvier 2012 au micro-stade de Malvinas Argentinas devant environ 6 000 personnes. 
Depuis lors, le groupe donne une série de concerts à travers le pays, et dévoile le nom de son futur album studio, Cada vez más pelotudos qui sera publié à la mi-2014. Ils reviennent au micro-stade Malvinas Argentinas le 8 novembre.

## Membres

### Membres actuels
- Richar Asspero (Rodrigo Santamaría) - chant
- Rockardo Asspero (Julian Barrett) - guitare
- 3,14 Jota (Pit Barrett) - basse
- Nicogollo Muñón (Nicolás Polo) - batterie

### Membres additionnels
- El Tumba - percussions, chœurs
- Raiden / El Oso - percussions, chœurs
- El Rubio Salvaje / Batman Asspero (Leonardo Ibañez) - guitare, chœurs
- Trav Zombie / Terro Asspero  chœurs
- Buitre / Dino Garca / Joey Alberto Satriani (Jorge Axos) - chœurs

### Anciens membres
- Mario Lauro Santillán - batterie
- Kiko Proxen - batterie
- Roberta « Beta » Carla - basse

## Discographie

### Albums studio
- 2006 : Bizarra actitud de seguir con vida
- 2010 : Hijo de puta
- 2012 : Viaje al centro de la verga
- 2014 : Cada vez más pelotudos
- 2016 : Incogibles
- 2017 : La C0ncha de Dio$

### EP
- 2011 : Pija

## Vidéographie

### Clips
- Gorda puerca (2006)
- El hijo de Cuca (2010)
- Me voy a hacer pipí (2011)
- Pogo al corazón (2012)
- ¿Quién se ha tomado todo el vino? (2012)
- Patada en los huevos (2013)
- Los piratas (2014)
- Habilitá la cerveza! (2015)
- La poneta (2015)
- Hermandades de fierro (2016)
- Berrinche y cuenta nueva (Balada) (2016)
- Gorda puerca (Rap) (2016)
- La c0ncha de Dio$ (2017)
- El Cazita (2017)
- Tarifazo (2017)
- ¿Mi voto vale? (2017)
- Marolio le da sabor a tu vida (2017)
- Cada vez más pelotud0s (2017)
- La del Diego (2018)

### DVD
- Asspera 8.8.8: Nuestro DVD de mierda (2008)
- El ritual del pueblo (2012)
- Bizarro es ser uno mismo (2013)
- Sin depender de nadie (2016)